# Tobias Gherghel
Tobias Gherghel (scris alternativ Tobias Gherghely), n. 1835 - d. 1883) a fost un politician și general român, prefect, ministru de război și de lucrări publice. Este înmormântat în Cimitirul Eternitatea din Botoșani în spate dreapta de biserică, într-un mormânt sub formă de sicriu.

## Biografie

### Pregătire militară
A absolvit învățământul militar în Prusia, servind ulterior într-un batalion prusian. În ierarhia militară a ajuns până la gradul de general . 
În luna februarie 1857 au fost achiziționate din Austria 6 tunuri, 2 obuziere, 8 chesoane, precum și caii cu harnașamentul necesar. Cu acest material a fost constituită o baterie de artilerie călăreață formată din 8 piese, comandată inițial de căpitanul Filipescu și apoi de căpitanul Tobias Gherghel. Această baterie a fost dealtfel singura baterie existentă în Principatele Române până în anii Unirii.
Conform unui decret dat de domnitorul Cuza la 21 decembrie 1860 , cele patru baterii existente s-au contopit, constituindu-se astfel primul Regiment de artilerie al armatei române moderne (organizat pe două divizioane), al cărui comandant a fost maiorul Tobias Gherghel.

### Ministeriat
După revenirea Dobrogei în componența Principatelor Unite, a fost prefect general al județului Silistra Nouă, cu capitala la Rasova.
A fost ministru în trei rânduri. Prima dată a fost treilea ministru de război în guvernul Ion Ghica (2), servind după demisia colonelului Nicolae Haralambie (8 februarie 1867), până la răsturnarea guvernului prin vot de blam, la 21 februarie 1867.
Al doilea mandat l-a avut în următorul guvern, format pe 1 martie a aceluiași an, după rezolvarea crizei guvernamentale. Și-a păstrat mandatul de ministru de război în guvernul Constantin Al. Kretzulescu pentru a fi satisfăcut domnitorul Carol, care privea cu ochi buni conlucrarea lui Tobias Gherghel cu membrii misiunii militare prusace. Gafa diplomatică a ministrului Tobias Gherghel privind misiunea militară franceză, precum și vizita prințului Mihail Obrenovic al Serbiei au amplificat suspiciunile puterilor garante. Guvernul este acuzat de sprijinire a revoluționarilor bulgari și organizarea de acțiuni subversive în Ardeal. A fost înlocuit prematur (la 24 mai 1867) cu colonelul Gheorghe Adrian, pentru a satisface Franța. Înlocuirea ministrului de Război nu calmează spiritele, fapt ce antrenează căderea întregului guvern la 4 august 1867. 
Ultimul mandat de ministru l-a îndeplinit la conducerea portofoliului lucrărilor publice, în guvernul de tranziție Ioan Em. Florescu, care a avut un scurt mandat, între 4 și 26 aprilie 1876. Atacat tot mai vehement de liberali, prin I.C.Brătianu devenit președinte al P.N.L., partid constituit în 1875 prin coalizarea tuturor fracțiunilor liberale (coaliția de la Mazar Pașa), slăbit prin demisia unor importanți miniștri, guvernul conservator, după un vot de blam dat în Senat guvernul de tranziție Ioan Em. Florescu este obligat să își depună demisia la 29 iulie.